# Pointe du Bill
La pointe du Bill est une presqu'île séparant le golfe du Morbihan de l'anse de Mancel, sur la commune de Séné (Morbihan).

## Étymologie
Bil (pluriel bilou) signifie « hauteur », « pointe », en breton.

## Géographie

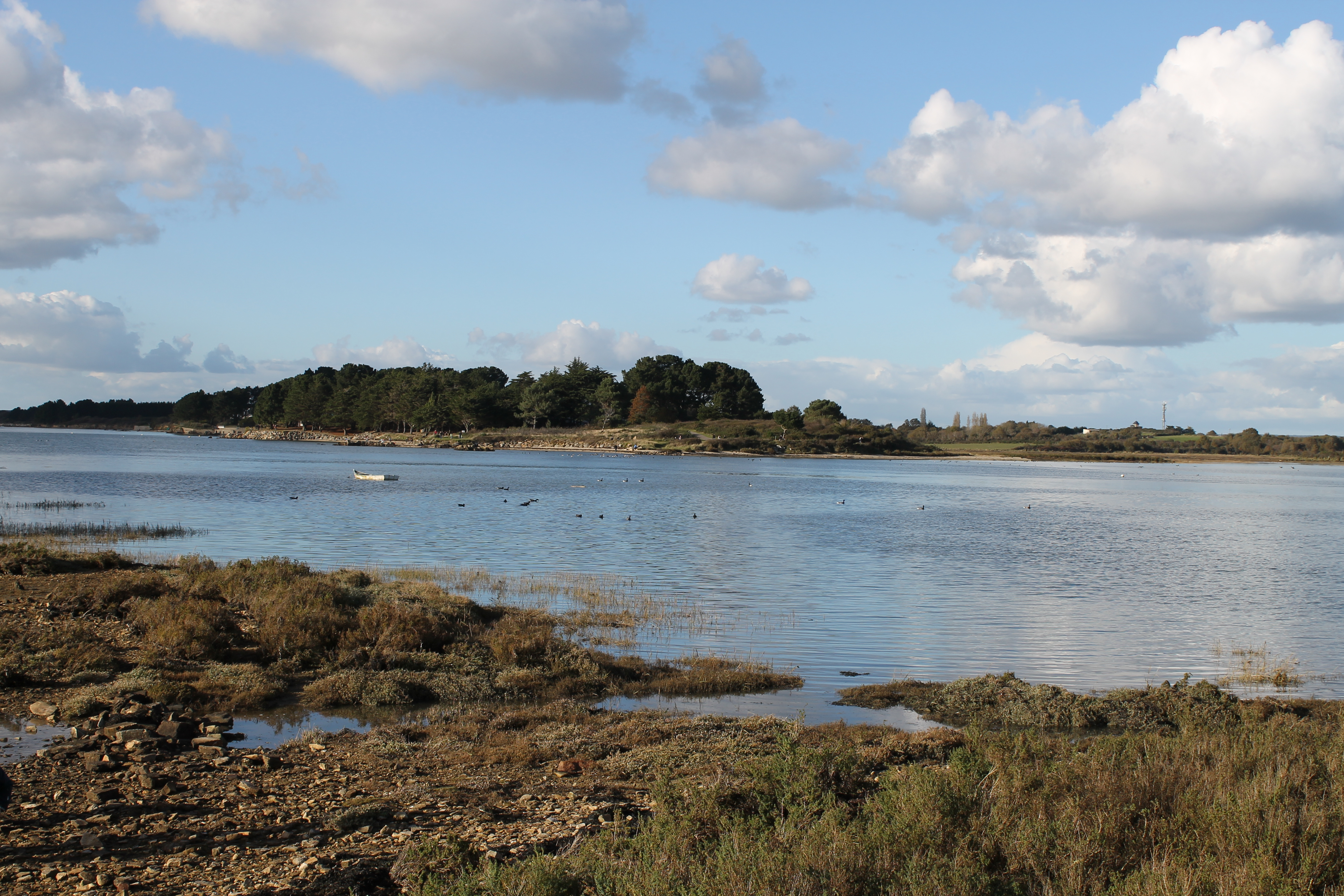
La pointe du Bill, vue de la presqu'île de la Villeneuve

Longue d'environ un kilomètre, sur 300 mètres de largeur, la pointe du Bill s'étend dans l'axe nord-ouest sud-est, dans le prolongement de la presqu'île de Séné. À sa base, elle abrite le village de Moustérian, autrefois peuplé de pêcheurs et d'agriculteurs. Son altitude maximale est de 14 mètres. 
L'extrémité de la pointe est distante de 500 mètres environ de la presqu'île de la Villeneuve. Elle présente encore des vestiges de l'ancienne digue qui fermait, jusqu'aux années 1930, l'anse de Mancel.

## Occupation
À partir du milieu du XXe siècle, la pointe du Bill est devenue un site de villégiature et de loisirs. Elle comporte deux plages, une à Moustérian et une à l'extrémité de la pointe, ainsi que l'école de voile de Séné. Les maisons de pêcheurs du village de Moustérian ont peu à peu été rejointes par des villas balnéaires, notamment le long de la rue unique qui s'étire sur toute la longueur de la pointe. Dans la partie la plus éloignée, une pinède et une lande ont été conservées, tandis que le long de l'anse de Mancel, des espaces naturels sont protégés.